# Vitória de Hesse e Reno
Vitória de Hesse e Reno (em inglês: Victoria Alberta Elisabeth Mathilde Marie; Castelo de Windsor, 5 de abril de 1863 – Londres, 24 de setembro de 1950), depois conhecida como Vitória Mountbatten, Marquesa de Milford Haven, era a filha mais velha de Luís IV, Grão-Duque de Hesse e da princesa Alice do Reino Unido.
A sua mãe morreu quando os seus irmãos ainda eram novos, algo que a tornou responsável por eles quando era ainda nova. Em 1884, Vitória casou-se com o primo direto de seu pai, o príncipe Luís de Battenberg, um oficial da Marinha Real Britânica. O casal residiu em diversos países da Europa, num amor comum que durou quase a maioria do seu casamento nos vários postos europeus onde viveram com os filhos.
Durante a Primeira Guerra Mundial, ela e o seu marido deixaram os seus títulos alemães e mudaram o seu apelido alemão para o inglês Mountbatten durante o período anti-germânico que varreu o país. A sua irmã mais nova, Alexandra, casou-se com o último czar da Rússia, Nicolau II e a sua irmã Isabel casou-se com o grão-duque Sergei Alexandrovich da Rússia. Ambas acabaram assassinadas por bolcheviques após a Revolução Russa de 1917.
Sua família descrevia-a como liberal, sincera, prática e inteligente. Vitória era a avó materna do príncipe Filipe, Duque de Edimburgo, casado com a rainha Isabel II do Reino Unido.

## Início de vida

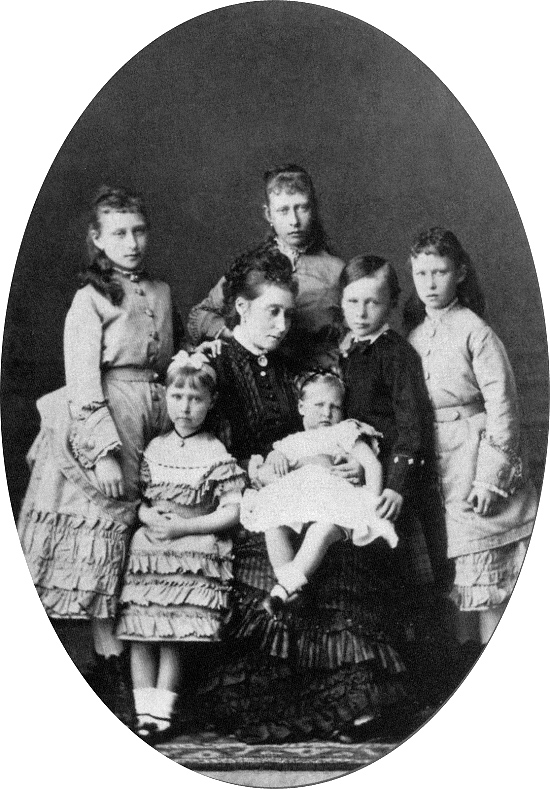
Vitória (ao centro atrás de sua mãe Alice) com sua mãe e seus irmãos em 1876

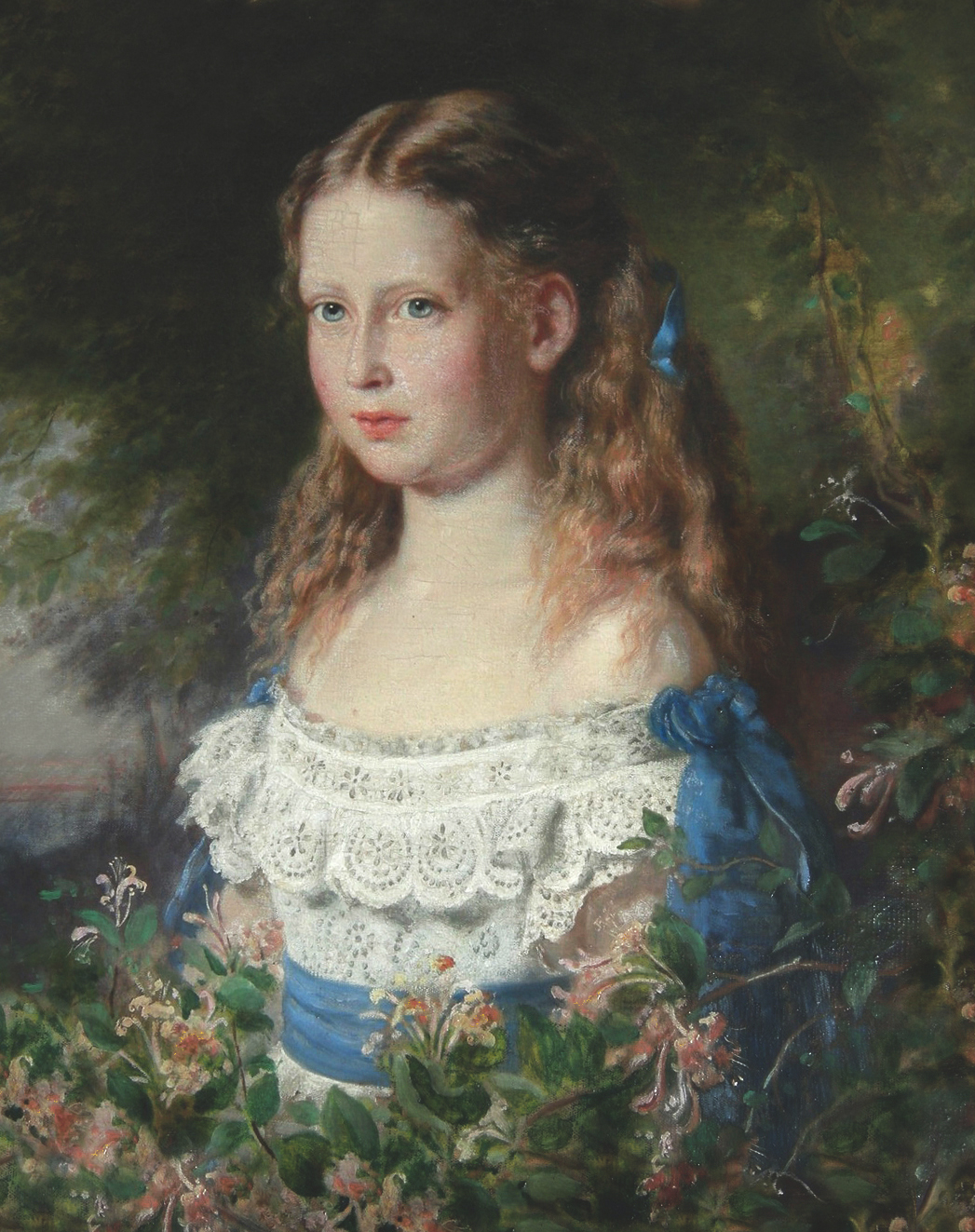
Vitória
Christian Karl August Noack, 1870
Royal Collection

Vitória nasceu no domingo de Páscoa no Castelo de Windsor na presença da sua avó materna, a rainha Vitória. Foi baptizada na Igreja Luterana no dia 27 de abril de 1863, sendo levada ao altar pela rainha do Reino Unido. Os seus primeiros anos de vida foram passados em Bessungen, na Alemanha, mas quando tinha três anos de idade, a sua família foi viver no novo palácio em Darmstadt onde ela partilhava o quarto com a sua irmã mais nova, Isabel. Foi educada em casa com um alto nível de exigência e tornou-se, durante toda a sua vida, uma leitora ávida.
Durante a invasão prussiana de Hesse em  junho de 1866, ela foi enviada para a Inglaterra juntamente com a sua irmã Isabel para viver com a avó Vitória até ao final das hostilidades após a absorção de Hesse-Kassel e partes de Hesse-Darmstadt pelo Reino da Prússia. Durante a Guerra Franco-Prussiana (1870), ela visitou hospitais juntamente com a sua mãe e ajudou-a a distribuir comida pelos desalojados, tendo numa ocasião sido queimada no braço por sopa quente.
Em 1872, o irmão de 18 meses de Vitória, Frederico de Hesse e Reno, foi diagnosticado com hemofilia, o que chocou as várias casas reais europeias, uma vez que tinham passado já 20 anos desde que a doença fora diagnosticada no príncipe Leopoldo e foi a primeira indicação de que esta não estava, definitivamente erradicada. No ano seguinte Frederico caiu de uma janela e morreu. Foi apenas a primeira de muitas tragédias que atingiriam a família.
Em 1878, Vitória contraiu difteria. Isabel foi retirada do quarto de ambas e enviada para casa dos avós paternos, sendo a única que não contraiu a fatal doença. Durante vários dias a sua mãe tratou dos seus filhos e marido. A irmã mais nova, Maria de Hesse e Reno, morreu poucas semanas depois. No momento em que a família parecia estar a recuperar da doença, a princesa Alice do Reino Unido, mãe de Vitória, adoeceu e morreu no dia 14 de dezembro desse ano, precisamente no aniversário da morte do seu pai, o príncipe Alberto. Como irmã mais velha, Vitória assumiu em parte o papel de mãe para os seus irmãos mais novos e tornou-se na principal companhia do seu pai. Mais tarde escreveu que: "A morte da minha mãe foi uma perda irreparável. A minha infância terminou com a morte dela, uma vez que me tornei na mais velha e responsável."

## Casamento e família

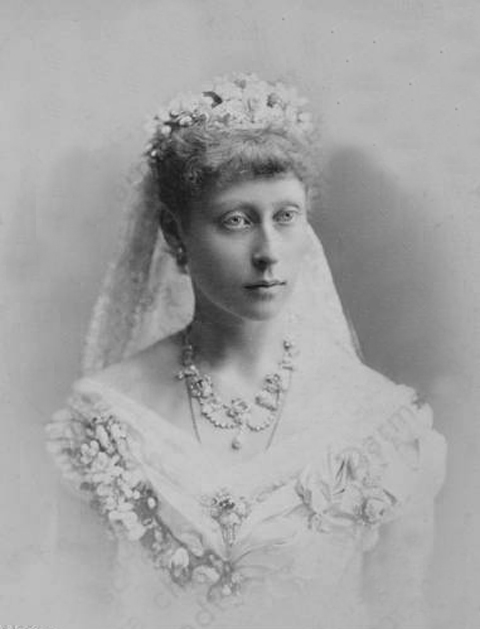
Princesa Vitória em seu casamento, 1884

Em reuniões de família era frequente Vitória encontrar-se com o seu primo distante, o príncipe Luís de Battenberg, um membro do ramo morgadio da família real hessiana que tinha adoptado a nacionalidade britânica e servia na Marinha Real do país. No inverno de 1882, voltaram a encontrar-se em Darmstadt e os dois ficaram noivos no Verão seguinte. Depois de um breve adiamento devido à morte de Leopoldo, Duque de Albany, Vitória casou-se com o príncipe Luís no dia 30 de abril de 1884 em Darmstadt. O seu pai não aprovou a união, uma vez que, a seu ver, Luís tinha pouco dinheiro e iria “roubar-lhe” a companhia da sua filha, já que o casal iria viver em Inglaterra. Contudo, Vitória tinha uma mentalidade independente e pouco se importou com as desaprovações do pai. Extraordinariamente, na mesma noite do casamento da filha mais velha, Luís IV, Grão-Duque de Hesse casou-se em segredo com a sua amante, Alexandrina de Kolemine, antiga esposa do embaixador russo de Darmstadt. O seu casamento com uma comum divorciada chocou a realeza europeia e, devido a pressões diplomáticas e familiares, o casal acabou por anular a união.
Nos anos que se seguiram, Vitória teve quatro filhos. A família viveu numa sucessão de casas em Chichester, Sussex, Walton-on-Thames e Schloss Heiligenberg, Jugenheim. Quando o príncipe Luís estava a servir a marinha no Mediterrâneo, Vitória passou alguns Invernos em Malta. Em 1887, ela contraiu febre tifoide, mas depois de ser tratada com a ajuda do seu marido, teve forças suficientes para participar em junho no Jubileu de Ouro da sua avó, a rainha Vitória em Londres.
Tinha um grande interesse em ciências e desenhou um mapa detalhado de Malta, participando em várias explorações arqueológicas tanto na ilha como na Alemanha. Além disso também manteve meticulosos registos dos vários livros que leu que incluíam vários volumes sobre filosofia socialista.

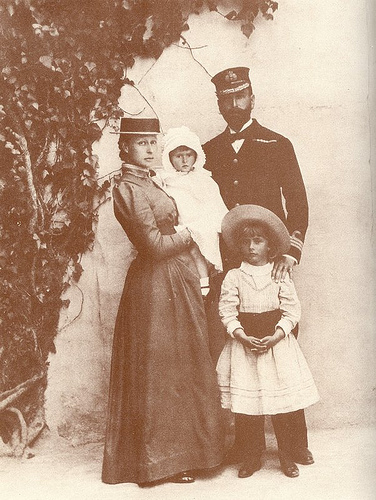
Vitória com sua família em 1889.

Foi ela quem educou pessoalmente os seus filhos e ensinou-lhes novas ideias e invenções. Foi ela a tutora do seu filho mais novo, Luís, até ao seu décimo aniversário. Em 1968, ele descreveu-a como “uma enciclopédia andante. Durante toda a vida ela guardou conhecimentos sobre todo o tipo de temas e tinha o grande dom de torná-los todos interessantes quando os ensinava. Ela era completamente metódica. Tínhamos horários para cada disciplina e eu tinha trabalhos de casa e coisas do género. Ela ensinou-me a gostar de trabalhar no duro e a ser forte. Ela era viva e aberta a um nível muito invulgar para um membro de uma família real. Além disso era completamente livre de preconceitos políticos ou raças e coisas do género".
Em 1906, Vitória experimentou pela primeira vez uma viagem num dirigível e, mais tarde, numa atitude ainda mais ousada, voou num biplano mesmo sabendo que “não era feito para transportar passageiros e fomos obrigados a colocar-lhe um pára-quedas para nos sentirmos mais descansados”. Até 1914, a marquesa visitou com frequência os seus familiares tanto na Alemanha como na Rússia, incluindo as suas duas irmãs mais novas que se tinham casado com membros da família imperial: Isabel tinha-se casado com o grão-duque Sergei Alexandrovich e Alexandra era czarina da Rússia depois de contrair matrimónio com Nicolau II. Vitória foi uma das familiares de Alexandra que a tentou convencer a afastar-se da influência de Rasputine. Quando a Alemanha declarou guerra à Rússia, Vitória e a sua filha Luísa encontravam-se no país, em Ecaterimburgo. Tiveram de fugir de comboio e de barco até São Petersburgo e, a partir daí, foram até Tornio e depois Estocolmo. Depois seguiram por Bergen, na Noruega e conseguiram regressar a Londres no último navio britânico que abandonou a região.

## Últimos anos e morte

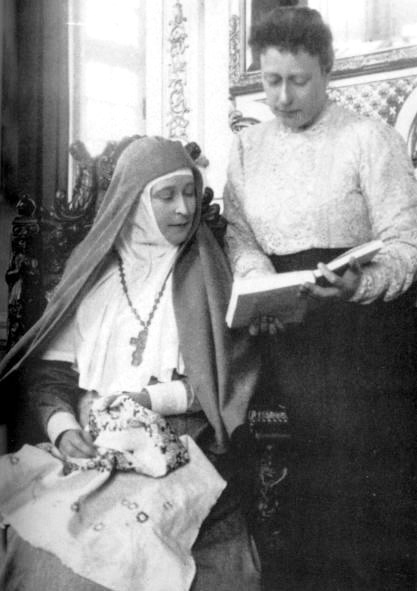
Vitória (direita) com a irmã Isabel, assassinada juntamente com outra irmã, Alexandra, durante a Revolução Russa. Fotografia de 1912.

O príncipe Luís foi obrigado a retirar-se da Marinha Britânica no inicio da Primeira Guerra Mundial devido às suas origens alemãs que se tornaram num fardo e motivo de vergonha. Durante os anos da guerra, o casal mudou-se de Londres para a Casa Kent, na Ilha de Wight, que Vitória tinha herdado da sua tia, a princesa Luísa, Duquesa de Argyll. A antiga princesa alemã culpava o governo pela reforma antecipada forçada do marido e dizia que “poucos o respeitam ou confiam”. Ela tinha pouca confiança no futuro primeiro-ministro Winston Churchill, uma vez que o considerava falso após ele lhe ter pedido um livro emprestado que nunca mais devolvera.
O sentimento anti-germânico que continuava a crescer no país, levou o rei Jorge V do Reino Unido a renunciar dos seus títulos alemães e, seguindo-lhe o exemplo, Vitória e Luís fizeram o mesmo no dia 14 de julho de 1917, mudando o seu apelido de Battenberg para a versão britânica, Mountbatten. Três dias depois o título de Luís foi renovado pelo rei e ele passou a ser o Marquês de Milford Haven. Durante a guerra, as duas irmãs mais novas de Vitória, Alexandra, czarina da Rússia e a grã-duquesa Isabel, foram assassinadas por bolcheviques em consequência da Revolução Russa de 1917, e o seu irmão Ernesto Luís, Grão-Duque de Hesse, foi deposto. Na sua última visita à Rússia em 1914, Vitória tinha passado pela Casa Ipatiev onde a sua irmã e família seriam mais tarde assassinados. Os corpos da família imperial não chegaram a ser recuperados durante a vida de Vitória, mas, posteriormente, em janeiro de 1921, depois de uma longa e difícil viagem, o corpo da sua irmã Isabel foi enterrado em Jerusalém na sua presença.

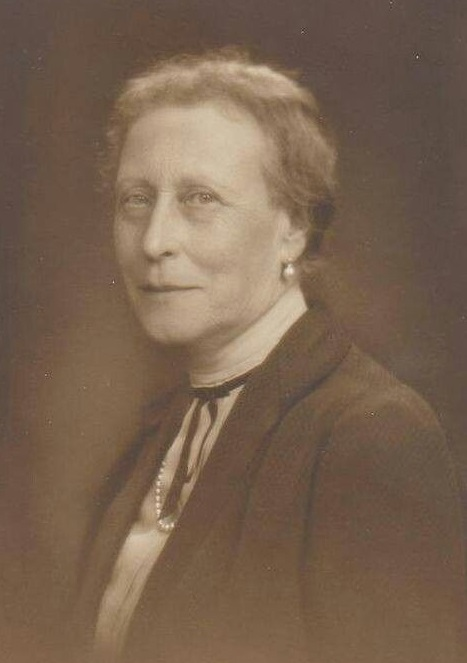
Vitória c. 1920

Mais tarde nesse mesmo ano, o marido de Vitória morreu em Londres. Depois de se encontrar com ela no Clube Naval e Militar em Piccadilly, o enfraquecido marquês queixou-se de não se estar a sentir bem, pelo que ela o persuadiu a descansar num anexo do clube. Ela chamou um médico que lhe receitou alguns medicamentos e foi levantar a receita numa farmácia da zona. Quando regressou, Luís já estava morto. No seu novo estatuto de viúva, Vitória mudou-se para uma residência no Palácio de Kensington e, nas palavras do seu biógrafo, “tornou-se numa figura matriarcal central nas vidas das famílias reais europeias que restavam”. Em 1930, a sua filha mais velha, Alice, sofreu um esgotamento nervoso e foi diagnosticada com esquizofrenia. Na década que se seguiu, Vitória foi a grande responsável pela educação do filho de Alice, o seu neto Filipe durante o complicado período de separação dos pais e internamento da mãe. O príncipe Filipe recordou: "Eu gostava muito da minha avó e ela sempre me ajudou muito. Ela tinha muito jeito para crianças e tinha uma atitude muito prática em relação a elas. Tratava-as como devia ser: uma combinação bem doseada de racionalização e emoção."

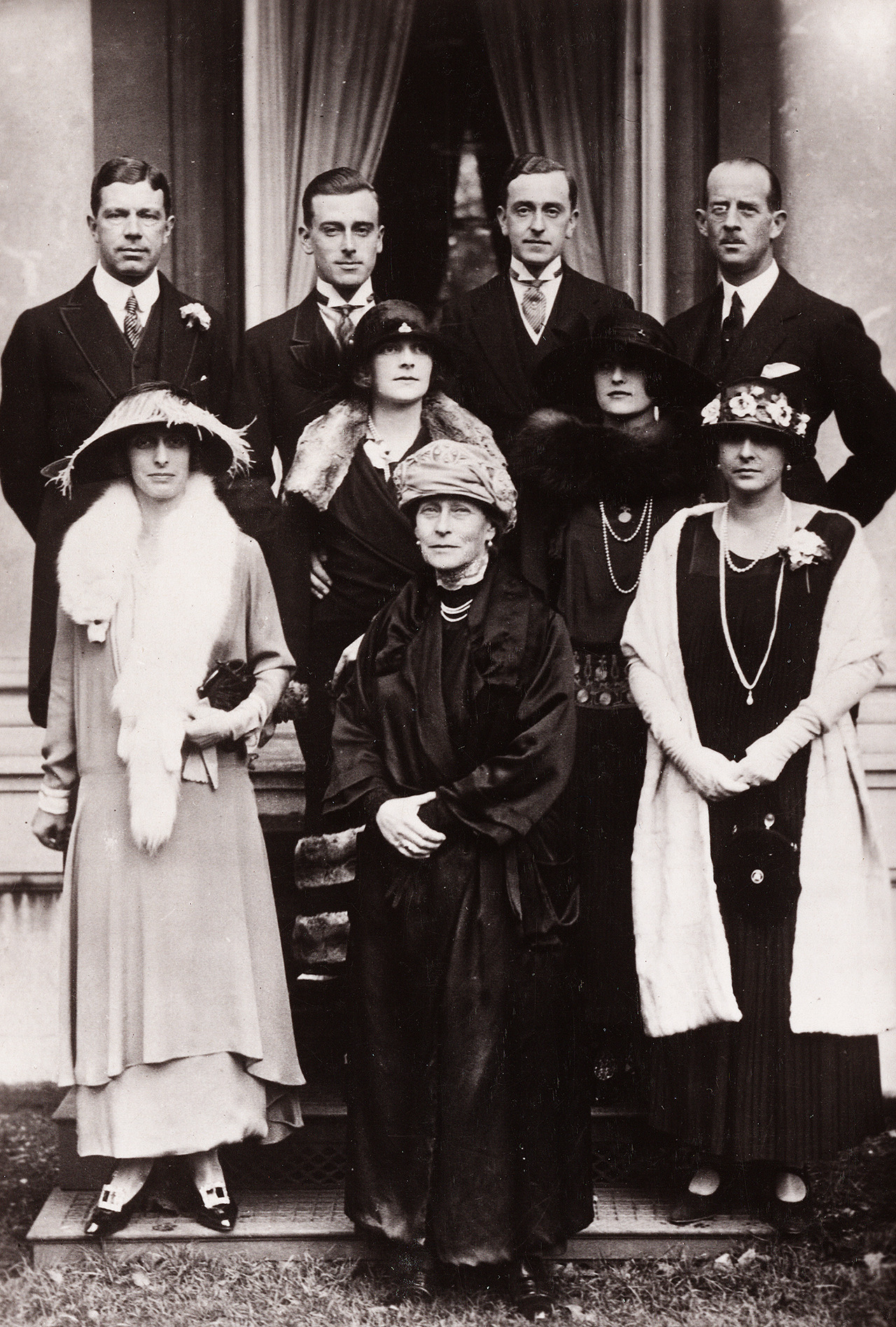
Vitória com sua família em 1920

Em 1937, o irmão de Vitória, Ernesto Luís, morreu e, pouco depois, a sua esposa viúva, o filho mais velho e dois dos seus netos morreram num acidente de avião em Ostend, na Bélgica. A neta de Vitória, Cecília da Grécia e Dinamarca, tinha-se casado com o seu sobrinho (filho de Ernesto) Jorge Donatus de Hesse. Eles e os seus dois filhos mais velhos morreram no acidente. Na altura Cecilia estava grávida e o bebé morto foi encontrado entre os destroços. A filha mais nova do casal não seguia a bordo e foi adoptada pelo seu tio Luís de Hesse, mas também acabou por morrer menos de dois anos depois do acidente de meningite.
Mais tragédia se seguiu quando o filho de Vitória, Jorge, morreu de leucemia no ano seguinte. Durante a Segunda Guerra Mundial, a sua casa foi bombardeada e ela passou algum tempo com o rei Jorge VI. O seu filho sobrevivente, Louis Mountbatten, e dois dos seus netos serviram na Marinha enquanto os seus parentes alemães lutavam nas forças opostas. Ela passou a maioria do tempo a ler e a preocupar-se com os seus filhos. A sua filha Alice estava ocupada com os tumultos políticos na Grécia e não conseguiu comunicar com a mãe durante 4 anos. Depois da vitória dos Aliados, o seu filho Luís recebeu o cargo de Vice-rei da Índia, mas ele pensou duas vezes antes de o aceitar, sabendo bem o perigo que representava.
No Verão de 1950, Vitória adoeceu com bronquite (ela tinha fumado desde os 16 anos) enquanto estava de férias na casa do filho em Hampshire. Dizendo que "seria melhor morrer em casa", foi levada para o Palácio de Kensington onde viveu os seus últimos dias. Foi enterrada na Igreja de Santa Mildrith, na Ilha de Wight.

## Legado
Com a ajuda da sua dama-de-companhia, a baronesa Sophie Buxhoeveden, Vitória escreveu as suas memórias que se encontram nos arquivos Mountbatten na Universidade de Southampton que continua a ser uma fonte procurada por historiadores. Uma selecção de cartas de Vitória para a sua avó foram publicadas pela sua neta, Patricia de Mountbatten.
O filho de Vitória, Louis Mountbatten recordou-a com carinho: "A minha mãe era muito astuta, muito faladora, muito agressiva e argumentativa. Tinha um cérebro maravilhoso que conseguia calar todos. A sua neta descreveu-a como formidável, mas nunca intimidante. Era uma pessoa extremamente honesta, cheia de bom senso e humildade." Numa das suas últimas cartas para o filho, Vitória escreveu: "O que vai sobreviver na História vão ser os bons trabalhos de pessoas singulares e isso nada tem a ver com posições ou títulos. Eu nunca pensei que seria apenas conhecida por ser tua mãe. Agora és tão conhecido e ninguém sabe quem sou eu, nem eu quero que saibam."

## Títulos, estilos e honras

### Títulos e estilos
- 5 de abril de 1863 - 30 de abril 1884: Sua Alteza Sereníssima, a princesa Vitória de Hesse e Reno
- 30 de abril de 1884 - 14 de julho 1917: Sua Alteza Sereníssima, a princesa Luís de Battenberg
- 14 julho - 7 novembro 1917: A Mais Honorável Lady Mountbatten
- 7 de novembro de 1917 - 11 de setembro de 1921: A Mais Honorável, Marquesa de Milford Haven
- 11 de setembro de 1921 - 24 de setembro de 1950: A Mais Honorável, Marquesa Viúva de Milford Haven

### Honras
- VA: Dama da Real Ordem de Vitória e Alberto[41]
- Medalha do Jubileu de Ouro da Rainha Vitória, 1887
- Medalha do Jubileu de Diamante da Rainha Vitória, 1897
- Medalha da Coroação do Rei Eduardo VII, 9 de agosto de 1902
- Medalha da Coroação do Rei Jorge V, 29 de junho de 1911
- Medalha do Jubileu de Prata do Rei Jorge V, 6 de maio de 1935

## Descendência
| Imagem | Nome                                                | Nascimento              | Morte                 | Notas                                                       |
| ------ | --------------------------------------------------- | ----------------------- | --------------------- | ----------------------------------------------------------- |
|        | Alice de Battenberg                                 | 25 de fevereiro de 1885 | 5 de dezembro de 1969 | Casou-se com André da Grécia e Dinamarca, com descendência. |
|        | Luísa Mountbatten                                   | 13 de julho de 1889     | 2 de março de 1965    | Casou-se com Gustavo VI Adolfo da Suécia, sem descendência. |
|        | Jorge Mountbatten, 2.º Marquês de Milford Haven     | 6 de novembro de 1892   | 8 de abril de 1938    | Casou-se com Nádia Mikhailovna de Torby, com descendência.  |
|        | Luís Mountbatten, 1.º Conde Mountbatten da Birmânia | 25 de junho de 1900     | 27 de agosto de 1979  | Casou-se com Edwina Ashley, com descendência.               |